# 陳程學
陳程學（1844年—1927年），是第一位定居於美國華盛頓州西雅圖市的中國人。

## 生平
他在1860年來到美國，一開始受僱而成為一位僕人。1868年，他已成立一間量販店，名為華昌公司（Wa Chong Co.），在Mill街的腳下。他所擁有的東方酒店，就在西雅圖首先聘用第一位亞裔的工人。

## 家庭
有一侄子陈宜禧。

## 外部連結
- Chin Chun Hock （页面存档备份，存于）